# Arabia Saudita ai Giochi della XXV Olimpiade
L'Arabia Saudita partecipò ai Giochi della XXV Olimpiade, svoltisi a Barcellona, Spagna, dal 25 luglio al 9 agosto 1992, con una delegazione di 9 atleti impegnati in cinque discipline.